# 独龙灌树蛙
独龙灌树蛙（学名：Raorchestes dulongensis）一种于中国云南省贡山县独龙江乡马库村委会钦朗当村发现的一种两栖动物，隶属于树蛙科灌树蛙属。

## 形态特征
独龙灌树蛙体型小，雄蛙体长15～19毫米。身体背部多疣粒，呈棕色，两眼间有一棕色三角形斑，两眼之间有明显的黑色三角形斑纹；背部带有“) (”形的黑色斑纹；四肢的背面带有深棕色的横纹；趾吸盘或指吸盘灰色或者橘红色；身体腹面为不透明乳白色，并散布着许多白色斑点。